# Basquetebol na Universíada de Verão de 2021
O basquetebol na Universíada de Verão de 2021 será disputado em Chengdu, na China, entre 28 de julho e 6 de agosto de 2023.

## Sedes

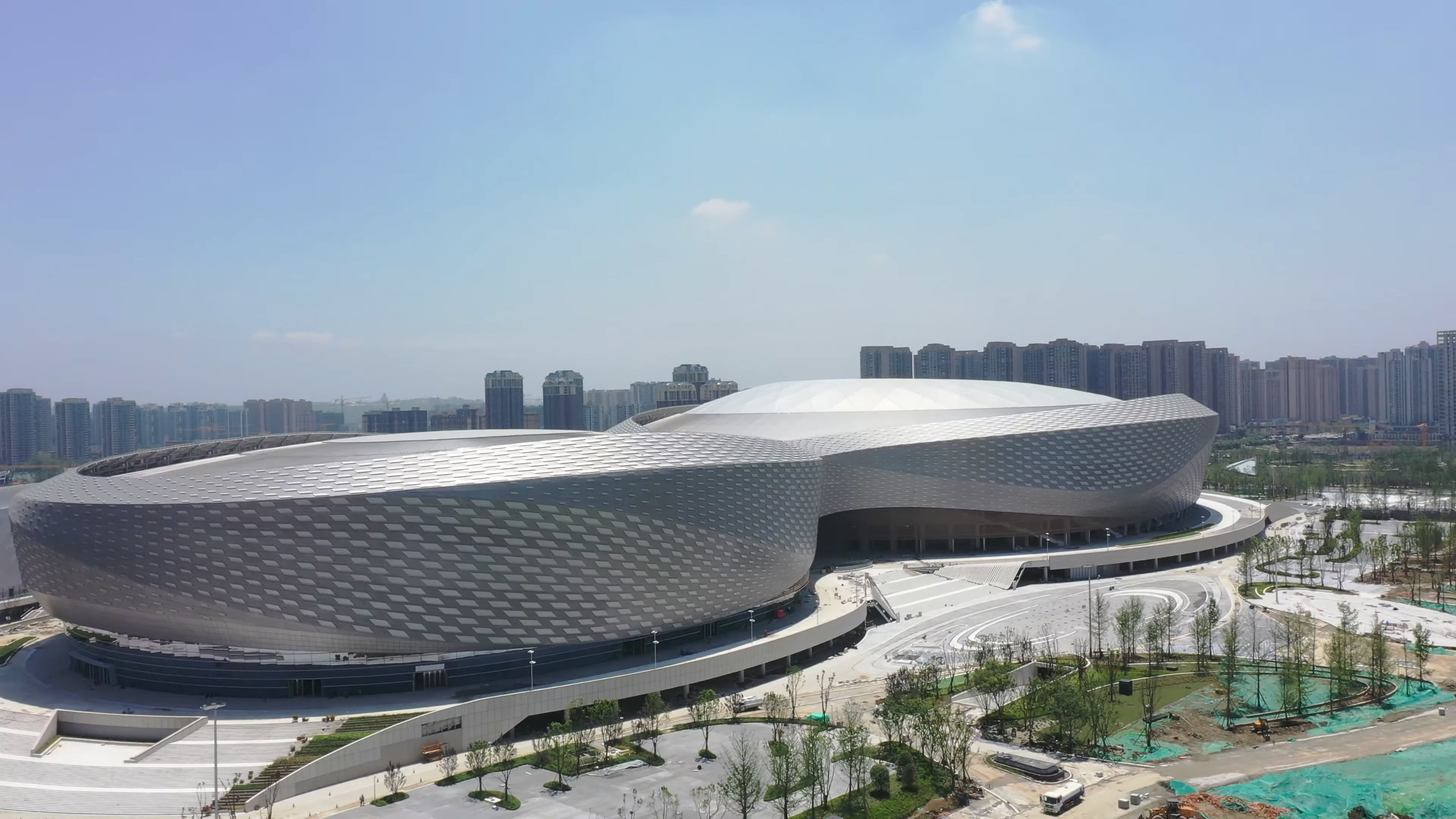
Ginásio do Parque de Esportes Fenghuangshan.

As sedes onde serão disputadas as partidas:
- Ginásio do Parque de Esportes Fenghuangshan
- Ginásio do campus de Qingshuihe da Universidade de Sichuan
- Ginásio de Sichuan
- Ginásio do Centro de Esportes de Qingbaijiang

## Calendário
| Basquetebol | Julho | Julho | Julho | Julho | Julho | Agosto | Agosto | Agosto | Agosto | Agosto | Agosto | Agosto | Agosto | Eventos |
| Basquetebol | 27    | 28    | 29    | 30    | 31    | 1      | 2      | 3      | 4      | 5      | 6      | 7      | 8      | Eventos |
| ----------- | ----- | ----- | ----- | ----- | ----- | ------ | ------ | ------ | ------ | ------ | ------ | ------ | ------ | ------- |
| Masculino   |       |       |       |       |       |        |        |        |        |        | 1      |        |        | 1       |
| Feminino    |       |       |       |       |       |        |        |        |        | 1      |        |        |        | 1       |
| Total       |       |       |       |       |       |        |        |        |        | 1      | 1      |        |        | 2       |

|  | Dia de competição |  | Dia de final |

## Medalhistas
| Evento    | Ouro | Prata | Bronze |
| --------- | ---- | ----- | ------ |
| Masculino |      |       |        |
| Feminino  |      |       |        |